# Anton von Cetto

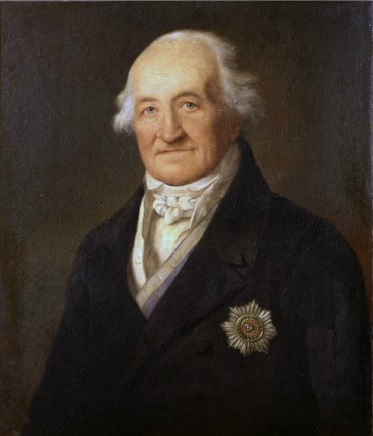
Anton von Cetto (1817)

Anton Freiherr von Cetto (* 7. März 1756 in Zweibrücken; † 23. März 1847 in München) war ein pfalz-zweibrückischer und bayerischer Verwaltungsjurist und Diplomat.

## Leben
Anton von Cetto war ein Sohn des Kaufmanns und Bankiers Franz Anton Cetto. Nach dem Studium der Rechts- und Staatswissenschaften in Würzburg und Göttingen trat er 1776 im Alter von 20 Jahren unter der Regierung von Karl II. August von Zweibrücken als Regierungsakzessist in den Staatsdienst ein. Cetto wurde in der Abteilung für Äußere Angelegenheiten eingesetzt und avancierte 1777 zum Regierungssekretär.
Er wurde Privatsekretär von Johann Christian von Hofenfels, dem im Zweibrücker Ministerium Verantwortlichen für Äußere Angelegenheiten. Cetto machte dort bald weitere Karriere. 1780 avancierte er zum Regierungsassessor, 1781 zum Regierungsrat, 1784 Legationsrat, 1785 Wirklicher Legationsrat und 1792 Regierungs- und Geheimer Legationsrat.
Nach dem Tode Hofenfels’ im Jahre 1787 übernahm Cetto gemeinsam mit Maximilian Freiherr von Montgelas, der 1786 als Legationsrat in die Dienste Pfalz-Zweibrückens getreten war, die tatsächliche Führung der Außenpolitik Pfalz-Zweibrückens unter dem formell verantwortlichen Ludwig von Esebeck.
Im Sommer 1795 wurde Cetto von Max Joseph von Zweibrücken als Gesandter Pfalz-Zweibrückens zur Aufnahme von Sonderfriedensverhandlungen mit Frankreich nach Basel entsandt. Im September 1796 wurde Cetto als Sondergesandter Pfalz-Zweibrückens nach Paris entsandt. Ab 1808 war er bayerischer Gesandter am französischen Hof in Paris, wo er bis 1813 blieb. In München wurde er zum Staatsrat ernannt, nach der Entmachtung Montgelas’ 1817 wurden er, Aretin und Graf Taxis außer Dienst gesetzt. Cetto zog sich kurz darauf ins Privatleben zurück.

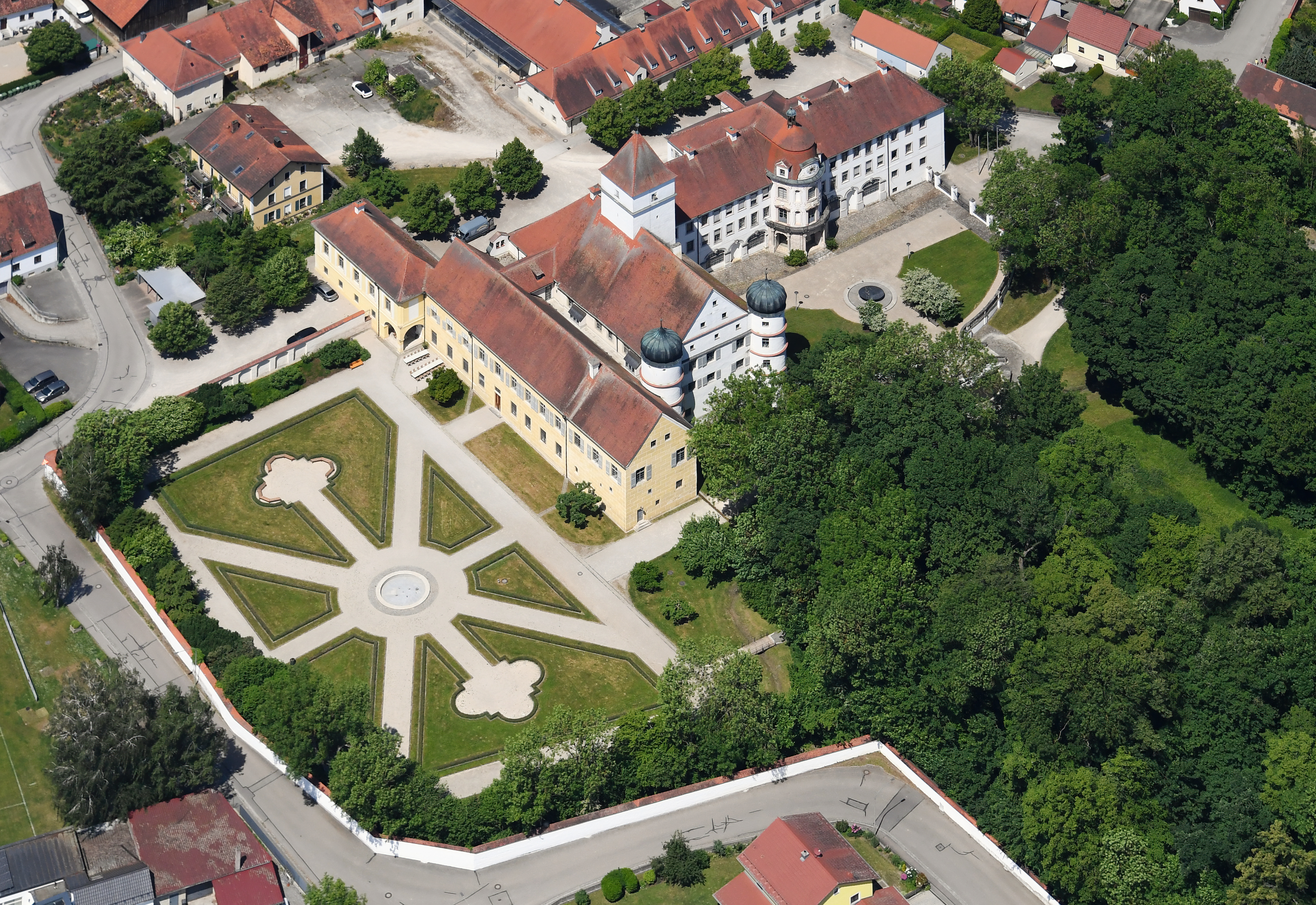
Schloss Alteglofsheim von Südosten aus der Luft gesehen

1784 heiratete er in erster Ehe Marianne Cazin (1767–1811), eine Tochter des Pariser Bankdirektors Cazin. In zweiter Ehe war er ab 1813 mit der Wittelsbacherin Ariane Freiin von Zweybrücken (1785–1857), Tochter des Freiherrn Wilhelm von Zweybrücken, verheiratet. Anlässlich seiner Erhebung in den erblichen Freiherrenstand im Jahre 1812 kaufte er Schloss und Landgut Alteglofsheim.
Anton Cetto starb 1847 im Alter von 91 Jahren.

## Grabstätte

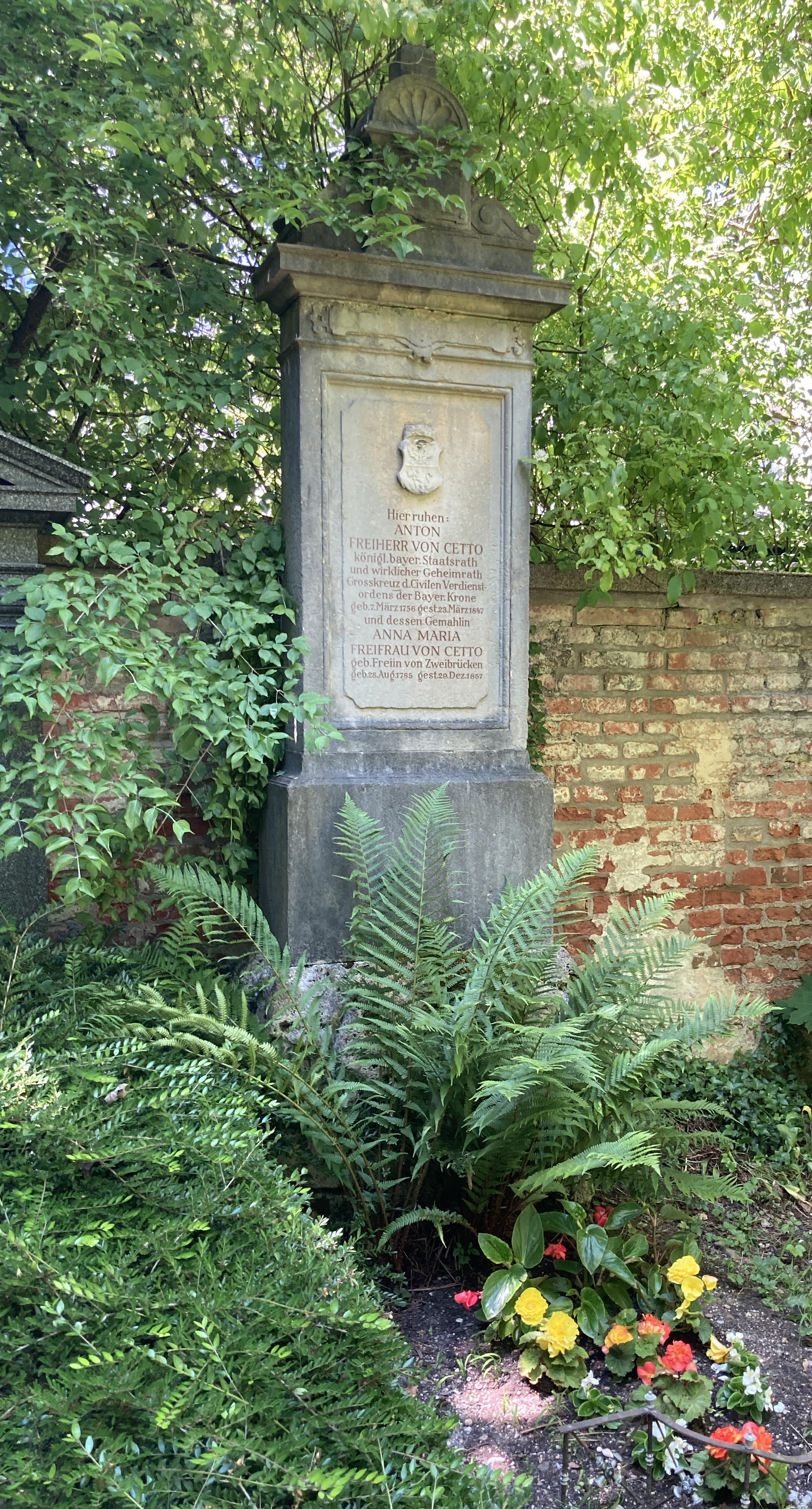
Grab von Anton Cetto auf dem Alten Südlichen Friedhof in München

Die Grabstätte von Anton Cetto befindet sich auf dem Alten Südlichen Friedhof in München (Mauer Rechts Platz 345 bei Gräberfeld 18) Standort. In dem Grab liegt auch seine zweite Frau Anna Maria Freifrau von Cetto geb. Freiin von Zweibrücken (* 28. August 1785; † 29. Dezember 1857).

## Nachkommen
Aus der ersten Ehe entstammten zwei Söhne und zwei Töchter. Einer der Söhne war August von Cetto (1794–1879), bayerischer Gesandter in London war. Dessen Sohn Anton Wilhelm von Cetto (1835–1906) war bayerischer Gesandter beim Heiligen Stuhl und damit ein Enkel von Anton Cetto.